# واشینگتن هایتس (نیویورک)
واشینگتن هایتس (به انگلیسی: Washington Heights) یک منطقهٔ مسکونی در ایالات متحده آمریکا است که در شهرستان اورنج، نیویورک واقع شده‌است. واشینگتن هایتس ۳٫۹ کیلومتر مربع مساحت و ۱٬۶۸۹ نفر جمعیت دارد و ۲۰۳ متر بالاتر از سطح دریا واقع شده‌است.